# Cucullia cineracea
Cucullia cineracea är en fjärilsart som beskrevs av Freyer 1841. Cucullia cineracea ingår i släktet Cucullia och familjen nattflyn. Inga underarter finns listade i Catalogue of Life.